# Diocèse de Ponta Grossa

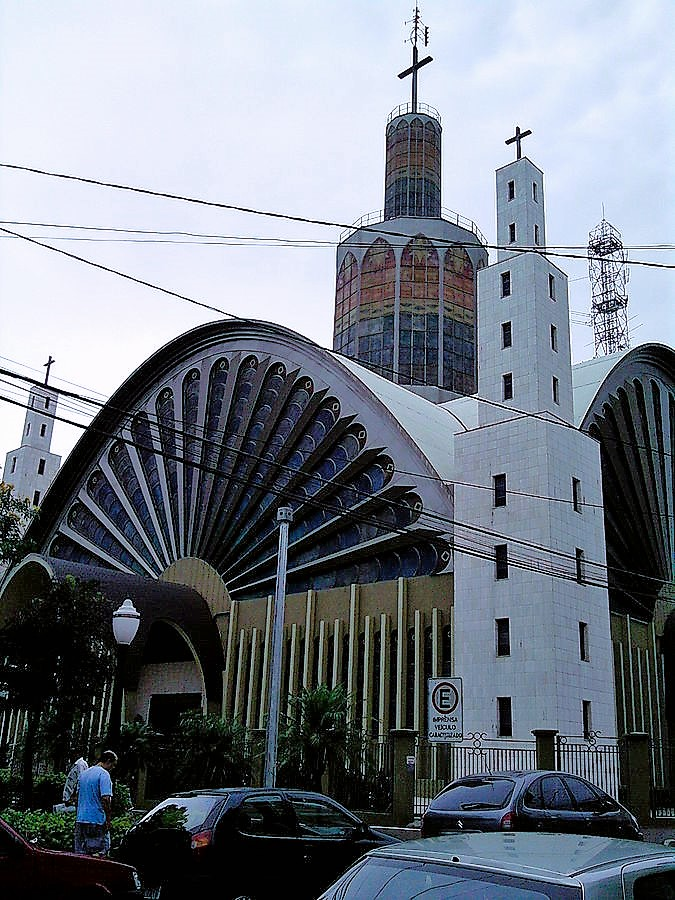
Vue partielle de la cathédrale de Sant'Ana (Sainte-Anne) dans la ville de Ponta Grossa.

Le diocèse de Ponta Grossa (en latin, Dioecesis Ponta Grossa) est une circonscription ecclésiastique de l'Église catholique au Brésil.
Son siège se situe dans la ville de Ponta Grossa, dans l'État du Paraná. Créé en 1926, il est suffragant de l'archidiocèse de Curitiba et s'étend sur 23 462 km2.
Son évêque depuis 2024 est Bruno Elizeu Versari.